# Top Star ¿Cuánto vale tu voz?
Top Star: ¿Cuánto vale tu voz? fue un programa de televisión creado y producido por Mediaset España y Fremantle y emitido por la cadena española Telecinco en 2021. Los dos primeros programas se emitieron los viernes a las 22:00, pero debido a su baja audiencia, se decidió que a partir del 29 de mayo de 2021 se pasara a emitir la noche de los sábados. Además, a partir del 12 de junio fue trasladado a la medianoche por la cobertura de la Eurocopa 2020.

## Formato
Espacio musical, en el que cada gala los miembros del jurado pujan dinero efectivo entre ellos para conseguir quedarse con el artista que les gusta, los artistas actúan en tres categorías diferentes en grupo de tres en cada gala.
De cada categoría el público del plató, compuesto por un grupo de varios comentaristas,  apodado como "Los 50", elige a los artistas que hayan logrado que el jurado puje por ellos, primero al ganador de cada categórica, que pasa la final de la gala donde vuelve a actuar, y se medirá con los otros ganadores de cada categorías, para luego elegir el ganador de la gala, el cual pasa a la gran final, además de llevarse la cantidad que su mentor haya pujado por él.

## Equipo

### Presentador
| Edición       | 1    |
| Año           | 2021 |
| ------------- | ---- |
| Jesús Vázquez |      |

### Jurado
| Edición        | 1    |
| Año            | 2021 |
| -------------- | ---- |
| Danna Paola    |      |
| Isabel Pantoja |      |
| Risto Mejide   |      |

### Participantes

#### Gala 1
| Nombre                                | Canción                                   | Mentor                     | Puja                       | Información                |
| Categoría: "Mi gran noche"            | Categoría: "Mi gran noche"                | Categoría: "Mi gran noche" | Categoría: "Mi gran noche" | Categoría: "Mi gran noche" |
| ------------------------------------- | ----------------------------------------- | -------------------------- | -------------------------- | -------------------------- |
| Javián                                | "Highway to Hell"                         | Isabel Pantoja             | 16.000€                    | Eliminado                  |
| Carmen Elena                          | "Cómo mirarte"                            | Danna Paola                | 23.000€                    | Eliminada                  |
| Brequette Cassie                      | "River Deep – Mountain High"              | Risto Mejide               | 16.000€                    | Finalista                  |
| Categoría: "Mamá, quiero ser artista" |                                           |                            |                            |                            |
| Claudia Ula                           | "Secrets"                                 | Danna Paola                | 7.000€                     | Eliminada                  |
| Mar Valdés                            | "Lágrimas negras"                         | -                          | 0€                         | Eliminada                  |
| Mikel Herzog Jr.                      | "Leave the Door Open"                     | Isabel Pantoja             | 29.000€                    | Finalista                  |
| Categoría: "Corazón latino"           |                                           |                            |                            |                            |
| Louis Mell                            | "'O sole mio" / "Quimbara"                | Danna Paola                | 4.000€                     | Finalista                  |
| Bamboe                                | "Historia de un amor"                     | -                          | 0€                         | Eliminado                  |
| Daira Monzón                          | "Puro veneno"                             | Risto Mejide               | 30.000€                    | Eliminada                  |
| Ronda final                           |                                           |                            |                            |                            |
| Mikel Herzog Jr.                      | "The Show Must Go On"                     | Isabel Pantoja             | 29.000€                    | 2º clasificado             |
| Brequette Cassie                      | "(You Make Me Feel Like) A Natural Woman" | Risto Mejide               | 16.000€                    | Ganadora                   |
| Louis Mell                            | "Pégate"                                  | Danna Paola                | 4.000€                     | 3º clasificado             |

#### Gala 2
| Nombre                            | Canción                           | Mentor                            | Puja                              | Información                       |
| Categoría: "We are the champions" | Categoría: "We are the champions" | Categoría: "We are the champions" | Categoría: "We are the champions" | Categoría: "We are the champions" |
| --------------------------------- | --------------------------------- | --------------------------------- | --------------------------------- | --------------------------------- |
| Rafa Blas                         | "Quédate conmigo"                 | Isabel Pantoja                    | 11.000€                           | Eliminado                         |
| Joana Jiménez                     | "Que no daría yo"                 | Risto Mejide                      | 25.000€                           | Finalista                         |
| Jadel                             | "Vivir lo nuestro"                | Danna Paola                       | 15.000€                           | Eliminado                         |
| Categoría: "A mi manera"          |                                   |                                   |                                   |                                   |
| María Jesús López                 | "Vas a quedarte"                  | Isabel Pantoja                    | 13.000€                           | Eliminada                         |
| Laura G. Ballbé                   | "Versace on the Floor"            | Danna Paola                       | 17.000€                           | Eliminada                         |
| Marcelino Damion                  | "Closer"                          | Risto Mejide                      | 15.000€                           | Finalista                         |
| Categoría: "Pisando fuerte"       |                                   |                                   |                                   |                                   |
| Andriu                            | "Otro trago"                      | Isabel Pantoja                    | 5.000€                            | Eliminada                         |
| Jxta Martín                       | "Tattoo"                          | Risto Mejide                      | 11.000€                           | Eliminado                         |
| Genis Whylan                      | "No Good"                         | Danna Paola                       | 24.000€                           | Finalista                         |
| Ronda final                       |                                   |                                   |                                   |                                   |
| Joana Jiménez                     | "María de la O"                   | Risto Mejide                      | 25.000€                           | Ganadora                          |
| Marcelino Damion                  | "Without You"                     | Risto Mejide                      | 15.000€                           | 2º clasificado                    |
| Genis Whylan                      | "Folsom Prison Blues"             | Danna Paola                       | 24.000€                           | 3º clasificado                    |

#### Gala 3
| Nombre                         | Canción                              | Mentor                 | Puja                   | Información            |
| Categoría: "Mi tierra"         | Categoría: "Mi tierra"               | Categoría: "Mi tierra" | Categoría: "Mi tierra" | Categoría: "Mi tierra" |
| ------------------------------ | ------------------------------------ | ---------------------- | ---------------------- | ---------------------- |
| Anton                          | "Just the Two of Us"                 | Risto Mejide           | 30.000€                | Eliminado              |
| Aisha Bordas                   | "And I Am Telling You I'm Not Going" | Isabel Pantoja         | 11.000€                | Finalista              |
| Belinda Falcón                 | "Nana triste"                        | Danna Paola            | 22.000€                | Eliminada              |
| Categoría: "Enséñame a cantar" |                                      |                        |                        |                        |
| Sahra Lee                      | "Always Remember Us This Way"        | Danna Paola            | 5.000€                 | Finalista              |
| Encarni Salazar                | "Como el agua"                       | Isabel Pantoja         | 18.000€                | Eliminada              |
| Alyre                          | "Stop!"                              | Risto Mejide           | 11.000€                | Eliminada              |
| Categoría: "Vivo por ella"     |                                      |                        |                        |                        |
| Álex Escribano                 | "Inevitable"                         | Isabel Pantoja         | 13.000€                | Finalista              |
| Mónika Moreno                  | "Oops!... I Did It Again"            | Isabel Pantoja         | 1.000€                 | Eliminada              |
| Isaac Cruz                     | "Es mi madre"                        | Danna Paola            | 17.000€                | Eliminado              |
| Ronda final                    |                                      |                        |                        |                        |
| Aisha Bordas                   | "Oh! Darling"                        | Isabel Pantoja         | 11.000€                | 3ª clasificada         |
| Sahra Lee                      | "Bésame mucho"                       | Danna Paola            | 5.000€                 | 2ª clasificada         |
| Álex Escribano                 | "The Edge of Glory"                  | Isabel Pantoja         | 13.000€                | Ganador                |

#### Gala 4
| Nombre                     | Canción                         | Mentor                     | Puja                       | Información                |
| Categoría: "Vivo cantando" | Categoría: "Vivo cantando"      | Categoría: "Vivo cantando" | Categoría: "Vivo cantando" | Categoría: "Vivo cantando" |
| -------------------------- | ------------------------------- | -------------------------- | -------------------------- | -------------------------- |
| Antón Cortés               | "Agustito"                      | Isabel Pantoja             | 19.000€                    | Eliminado                  |
| Andrea Paracuto            | "Oye"                           | Danna Paola                | 25.000€                    | Finalista                  |
| Aída Blanco                | "Domino"                        | Risto Mejide               | 15.000€                    | Eliminada                  |
| Categoría: "Espectacular"  |                                 |                            |                            |                            |
| Chipper                    | "Don't Leave Me This Way"       | Risto Mejide               | 13.000€                    | Eliminado                  |
| Tete Pineda                | "Corazón hambriento"            | Isabel Pantoja             | 8.000€                     | Finalista                  |
| Big Mama Rachel            | "Dirty"                         | Danna Paola                | 5.000€                     | Eliminada                  |
| Categoría: "Soy rebelde"   |                                 |                            |                            |                            |
| Ana Corbel                 | "Y sin embargo, te quiero"      | Danna Paola                | 4.000€                     | Eliminada                  |
| Fran Coem                  | "La curiosidad"                 | -                          | 0€                         | Eliminado                  |
| Geniris                    | "Read All About It, Pt. III"    | Isabel Pantoja             | 29.000€                    | Finalista                  |
| Ronda final                |                                 |                            |                            |                            |
| Andrea Paracuto            | "Hurt"                          | Danna Paola                | 25.000€                    | Ganadora                   |
| Tete Pineda                | "S.O.S."                        | Isabel Pantoja             | 8.000€                     | 3º clasificado             |
| Geniris                    | "What's Love Got to Do with It" | Isabel Pantoja             | 29.000€                    | 2ª clasificada             |

#### Gala 5
| Nombre                                | Canción                                  | Mentor                                | Puja                                  | Información                           |
| Categoría: "Las chicas son guerreras" | Categoría: "Las chicas son guerreras"    | Categoría: "Las chicas son guerreras" | Categoría: "Las chicas son guerreras" | Categoría: "Las chicas son guerreras" |
| ------------------------------------- | ---------------------------------------- | ------------------------------------- | ------------------------------------- | ------------------------------------- |
| Alba Gil                              | "What About Us"                          | Danna Paola                           | 3.000€                                | Eliminada                             |
| Celia                                 | "Pop"                                    | -                                     | 0€                                    | Eliminada                             |
| Shakira Martínez                      | "Hoy tengo ganas de ti"                  | Isabel Pantoja                        | 30.000€                               | Finalista                             |
| Categoría: "Yo soy aquél"             |                                          |                                       |                                       |                                       |
| Sam Darris                            | "My Way"                                 | Isabel Pantoja                        | 29.000€                               | Eliminada                             |
| Laura Gallego                         | "Se nos rompió el amor"                  | Danna Paola                           | 27.000€                               | Finalista                             |
| Jose de la Vega                       | "Vivir así es morir de amor"             | Risto Mejide                          | 3.000€                                | Eliminado                             |
| Categoría: "No hay nadie como tú"     |                                          |                                       |                                       |                                       |
| Mireia Decler                         | "Un día más de sol (Another Day of Sun)" | -                                     | 0€                                    | Eliminada                             |
| Luciano Bassi                         | "Human"                                  | Risto Mejide                          | 30.000€                               | Finalista                             |
| Alba Ed-Dounia                        | "Santería"                               | Danna Paola                           | 7.000€                                | Eliminada                             |
| Ronda final                           |                                          |                                       |                                       |                                       |
| Shakira Martínez                      | "Aún no te has ido"                      | Isabel Pantoja                        | 30.000€                               | 3ª clasificada                        |
| Laura Gallego                         | "Sobreviviré"                            | Danna Paola                           | 27.000€                               | 2ª clasificada                        |
| Luciano Bassi                         | "Nessun dorma"                           | Risto Mejide                          | 30.000€                               | Ganador                               |

#### Gala 6
| Nombre                       | Canción                          | Mentor             | Puja               | Información        |
| Categoría: "Libre"           | Categoría: "Libre"               | Categoría: "Libre" | Categoría: "Libre" | Categoría: "Libre" |
| ---------------------------- | -------------------------------- | ------------------ | ------------------ | ------------------ |
| Raquel Lamb                  | "Heart Attack"                   | Danna Paola        | 17.000€            | Eliminada          |
| Carmen Montoya               | "Mía"                            | Risto Mejide       | 29.000€            | Finalista          |
| Ginés Garez                  | "Creep"                          | Isabel Pantoja     | 11.000€            | Eliminado          |
| Categoría: "Volando voy"     |                                  |                    |                    |                    |
| Manu Valiana                 | "Night and Day"                  | Isabel Pantoja     | 1.000€             | Eliminado          |
| Mimi Barber                  | "I Want You Back"                | Danna Paola        | 5.000€             | Eliminada          |
| Angélica Leyva               | "No me importa nada"             | Isabel Pantoja     | 18.000€            | Finalista          |
| Categoría: "Quédate conmigo" |                                  |                    |                    |                    |
| Sharon Woods                 | "Feeling Good"                   | Isabel Pantoja     | 16.000€            | Eliminada          |
| Anthony                      | "It's a Man's Man's Man's World" | Danna Paola        | 1.000€             | Eliminado          |
| Mila Balsera                 | "Señora"                         | Danna Paola        | 14.000€            | Finalista          |
| Ronda final                  |                                  |                    |                    |                    |
| Carmen Montoya               | "Por siempre tú (I Turn to You)" | Risto Mejide       | 29.000€            | 2ª clasificada     |
| Angélica Leyva               | "Me quedo contigo"               | Isabel Pantoja     | 18.000€            | Ganadora           |
| Mila Balsera                 | "Amante de abril y mayo"         | Danna Paola        | 14.000€            | 3ª clasificada     |

#### Gala 7
| Nombre                         | Canción                                | Mentor                      | Puja                        | Información                 |
| Categoría: "Todos me miran"    | Categoría: "Todos me miran"            | Categoría: "Todos me miran" | Categoría: "Todos me miran" | Categoría: "Todos me miran" |
| ------------------------------ | -------------------------------------- | --------------------------- | --------------------------- | --------------------------- |
| Selena Leo                     | "Yo quiero bailar"                     | Danna Paola                 | 1.000€                      | Eliminada                   |
| Nalaya                         | "Shallow"                              | Isabel Pantoja              | 30.000€                     | Finalista                   |
| Milos                          | "Dangerous Woman"                      | Risto Mejide                | 22.000€                     | Eliminado                   |
| Categoría: "No dejes de soñar" |                                        |                             |                             |                             |
| Lucía Cano                     | "Titanium"                             | Isabel Pantoja              | 30.000€                     | Eliminada                   |
| Sislena Caparrosa              | "Nella Fantasia"                       | Risto Mejide                | 24.000€                     | Finalista                   |
| Ignacio Serrano                | "No quisiste verlo" (canción propia)   | Danna Paola                 | 10.000€                     | Eliminado                   |
| Categoría: "Dinero"            |                                        |                             |                             |                             |
| Antonia Cortés                 | "Hoy quiero confesarme"                | Isabel Pantoja              | 3.000€                      | Eliminada                   |
| Gio Bermejo                    | "Die like a rockstar" (canción propia) | Danna Paola                 | 2.000€                      | Eliminado                   |
| Verónica Rojas                 | "Aléjate de mí"                        | Danna Paola                 | 3.000€                      | Finalista                   |
| Ronda final                    |                                        |                             |                             |                             |
| Verónica Rojas                 | "Burbujas de amor"                     | Danna Paola                 | 3.000€                      | 3ª clasificada              |
| Sislena Caparrosa              | "Vesti la giubba"                      | Risto Mejide                | 24.000€                     | Ganadora                    |
| Nalaya                         | "Ain't Nobody"                         | Isabel Pantoja              | 30.000€                     | 2ª clasificada              |

#### Gran Final
| Nombre            | Canción                         | Mentor         | Puja    | Información   |
| ----------------- | ------------------------------- | -------------- | ------- | ------------- |
| Luciano Bassi     | "Way Down We Go"                | -              | 0€      | Eliminado     |
| Andrea Paracuto   | "Sola otra vez (All by Myself)" | Danna Paola    | 5.000€  | Finalista     |
| Joana Jiménez     | "Punto de partida"              | -              | 0€      | Eliminada     |
| Sislena Caparrosa | "O mio babbino caro"            | Risto Mejide   | 20.000€ | Finalista     |
| Angélica Leyva    | "Vida loca"                     | -              | 0€      | Eliminada     |
| Álex Escribano    | "Hopelessly Devoted to You"     | -              | 0€      | Eliminado     |
| Brequette Cassie  | "Hallelujah"                    | Isabel Pantoja | 10.000€ | Finalista     |
| Ronda final       |                                 |                |         |               |
| Sislena Caparrosa | "Caruso"                        | Risto Mejide   | 30.000€ | 3.ª Finalista |
| Brequette Cassie  | "Proud Mary"                    | Isabel Pantoja | 20.000€ | Ganadora      |
| Andrea Paracuto   | "I Will Always Love You"        | Danna Paola    | 15.000€ | 2.ª Finalista |

### Audiencias
| Fecha      | Características del Programa               | Audiencia         |
| ---------- | ------------------------------------------ | ----------------- |
| 07/05/2021 | Gala 1 / Ganadora Brequette Cassie         | 1 523 000 (11,2%) |
| 14/05/2021 | Gala 2 / Ganadora Joana Jiménez            | 1 130 000 (9,3%)  |
| 29/05/2021 | Gala 3 / Ganador Alex Escribano            | 1 061 000 (8,6%)  |
| 05/06/2021 | Gala 4 / Ganadora Andrea Paracuto          | 987 000 (8,2%)    |
| 12/06/2021 | Gala 5 / Ganador Luciano Bassi             | 354 000 (5,6%)    |
| 19/06/2021 | Gala 6 / Ganadora Angélica Leyva           | 394 000 (7,3%)    |
| 26/06/2021 | Gala 7 / Ganadora Sislena Caparrosa        | 633 000 (8,9%)    |
| 03/07/2021 | Gala 8 / Final / Ganadora Brequette Cassie | 772 000 (8,3%)    |

     Líder en su franja horaria.

## Recepción
Tras su estreno, el programa fue criticado por su compleja e insuficientemente explicada mecánica, así como por el excesivo protagonismo de las reacciones de "Los 50" desde la grada; la química entre los tres mentores fue valorada positivamente.

## PalmarésTop Star ¿Cuánto vale tu voz?

### Top Star ¿Cuánto vale tu voz?
| Edición                       | Fecha | Ganador          | Subcampeón      | Tercero           |
| ----------------------------- | ----- | ---------------- | --------------- | ----------------- |
| Top Star ¿Cuánto vale tu voz? | 2021  | Brequette Cassie | Andrea Paracuto | Sislena Caparrosa |

## Audiencias

### Top Star ¿Cuánto vale tu voz?: Ediciones
| Edición                                        | Fecha | Cadena    | Espectadores | Cuota de pantalla | Gran final |
| ---------------------------------------------- | ----- | --------- | ------------ | ----------------- | ---------- |
| Top Star ¿Cuánto vale tu voz?: Primera edición | 2021  | Telecinco | 856 000      | 8,4%              | (8,3%)     |

 Programa más visto durante su horario
El programa fracasó con datos muy flojos entre el 5% y el 12% pese a contar con Isabel Pantoja
Su peor noche fue en su quinta gala cuando hizo un 5,6% de cuota de pantalla y apenas 354.000 espectadores